# مجذوب تبریزی
محمد بن‌ محمدرضا مجذوب تبریزی (درگذشتهٔ ۱۰۹۳ هجری قمری) شاعر، عارف و صوفی پارسی‌گوی سدهٔ یازدهم قمری و از جمله شاعران سبک هندی است.

## تأثیر و تأثر
تأثیر مجذوب از حافظ، سعدی و فردوسی بسیار است و عناصر بسیاری از تعالیم مولوی نیز در اشعار وی دیده می‌شود.

## آثار
آثار او در سدهٔ حاضر تاکنون سه بار به چاپ رسیده:
- مثنوی شاهراه نجات، تهران: وزارت فرهنگ و هنر، ۱۳۴۵.[۳]
- دیوان عارف نامی مولانا محمدجعفر قره‌گوزلو کبودرآهنگی همدانی معروف به مجذوب‌علی‌شاه کبودرآهنگی ، (تصحیح:) کاظم کاظم‌زاده ایرانشهر، تهران: انتشارات اقبال، ۱۳۶۱.[۴]

این اثر تا سال ۱۳۸۷ چهار بار با نام اشتباه  تجدیدچاپ گردید و سپس ناشر با اشاره به این‌که آن چاپ شامل بخش‌هایی از دیوان اشعار مجذوب تبریزی بوده و اشتباهاً به نام مجذوب‌علی‌شاه کبودرآهنگی به چاپ رسیده، برای اصلاح اشتباه، تصحیح جدیدی ارائه داد:
- دیوان مجذوب تبریزی، (تصحیح:) سجاد رسولی نوده، تهران: انتشارات اقبال، ۱۳۹۰.[۵]

## نمونه شعر
| یک شب آتش در نیستانی فتاد      |  | سوخت چون اشکی که بر جانی فتاد  |
| شعله تا سرگرم کار خویش شد      |  | هر نی‌ای شمع مزار خویش شد       |
| نی به آتش گفت: کاین آشوب چیست؟ |  | مر تو را زین سوختن مطلوب چیست؟ |
| گفت آتش بی‌سبب نفروختم          |  | دعوی بی‌معنی‌ات را سوختم         |
| زانکه می‌گفتی نی ام با صد نمود  |  | همچنان در بند خود بودی که بود  |
| با چنین دعوی چرا ای کم عیار    |  | برگ خود می ساختی هر نوبهار     |
| مرد را دردی اگر باشد خوش است   |  | درد بی‌دردی علاجش آتش است       |

## پی‌نوشت
1. ↑  مجذوب تبریزی، دیوان مجذوب تبریزی، مقدمهٔ مصحح.
2. ↑  مجذوب تبریزی، دیوان مجذوب تبریزی، مقدمهٔ مصحح.
3. ↑  مجذوب تبریزی، مثنوی شاهراه نجات.
4. ↑  مجذوب تبریزی، دیوان عارف نامی....
5. ↑  مجذوب تبریزی، دیوان مجذوب تبریزی.